# Carronia thyrsiflora
Carronia thyrsiflora là một loài thực vật có hoa trong họ Biển bức cát. Loài này được (Becc.) Diels mô tả khoa học đầu tiên năm 1910.